# Ludwig Franz Kern
Ludwig Franz Kern (* 26. März 1815 in Backnang; † 21. Dezember 1870 in Ellwangen) war ein württembergischer Oberamtmann.

## Leben
Als Sohn eines Oberjustiz-Revisionsrats geboren, studierte Kern nach dem Besuch des Gymnasiums in Ellwangen Rechtswissenschaften in Tübingen. Während seines Studiums wurde er 1832 Mitglied der Burschenschaft der Feuerreiter und der Burschenschaft der Patrioten.  Wegen seiner burschenschaftlichen Aktivitäten wurde er 1836 zu sechs Wochen Festungshaft in der Festung Hohenasperg verurteilt. Im Zuge der Demagogenverfolgung wurde er deswegen im Schwarzen Buch der Frankfurter Bundeszentralbehörde (Eintrag Nr. 838) festgehalten.
Nach seinem Examen wurde er 1839 Oberamtsaktuar beim Oberamt Rottenburg und 1842 Kanzleiassistent, Hilfsarbeiter und Assessor bei der Regierung des Schwarzwaldkreises. 1846 wurde er Oberamtmann beim Oberamt Ellwangen, 1855 beim Oberamt Biberach. Als Regierungsrat war er ab 1869 bei der Regierung des Jagstkreises tätig.